# چرنوفسکی (باشقیرستان)
چرنوفسکی (انگلیسی: Chernovsky, Republic of Bashkortostan) یک شهرک در شهرستان اوفیمسکی استان باشقیرستان کشور روسیه است.